# 櫻井秀樹
櫻井 秀樹（さくらい ひでき、1978年5月15日 - ）は、競技麻雀の元プロ雀士。山口県山陽小野田市出身。血液型B型、元日本プロ麻雀連盟所属（退会時の段位は六段）。

## 人物
- 2001年に日本プロ麻雀連盟18期生としてプロデビュー。
- 2014年度より同団体のA2リーグに昇級。
- 2014年の第31期十段位戦にて決勝進出を果たし、瀬戸熊直樹の十段戦4連覇が掛かった同大会で4連覇を阻止する優勝を果たし、第31期十段位を獲得。
- 普段は一般企業のサラリーマンとして働いており、寝る間を惜しんで麻雀の鍛練をしていることから「不眠不休のサラリーマン雀士」という異名を持つ[2]。
- 2021年9月に自身のTwitterにて20年間在籍した日本プロ麻雀連盟を退会した事を発表した[2]。

## 獲得タイトル
- 十段位  (第31期）